# Friedrich August Flückiger

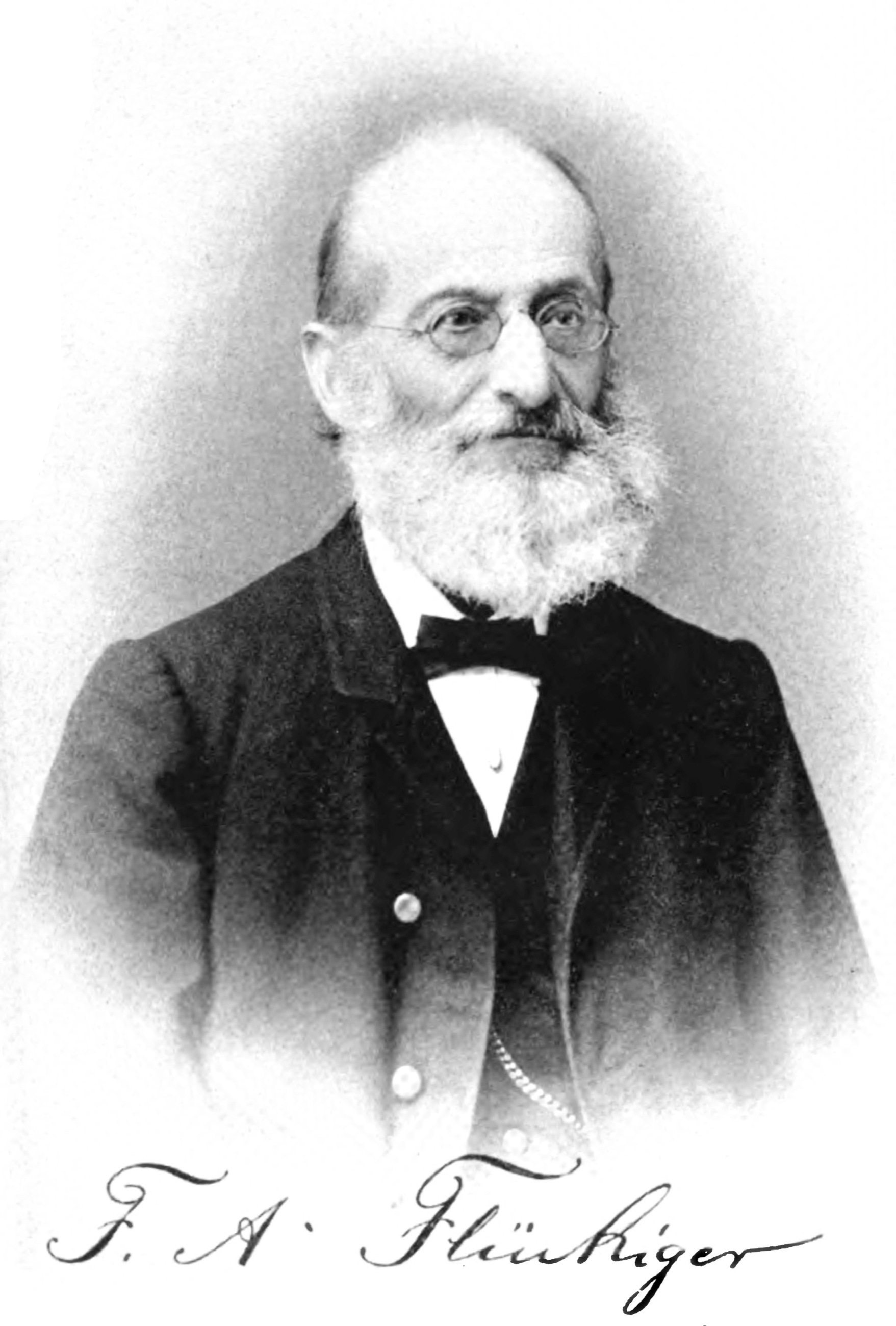
Friedrich August Flückiger

Friedrich August Flückiger, född 15 maj 1828 i Langenthal, död 11 december 1894 i Bern, var en schweizisk kemist och farmakognost.
Flückiger var 1853–60 apotekare i Burgdorf och 1857–66 president i schweiziska apotekarföreningen. År 1861 blev han docent vid universitetet i Bern och 1870 professor där samt var 1873–92 professor i farmakognosi vid universitetet i Strassburg. 
Flückiger befordrade genom sina undersökningar och skrifter i hög grad sin vetenskaps utveckling och räknades som en av de främsta auktoriteterna på farmakognosins område. Utöver nedanstående skrifter författade han en mängd uppsatser i tyska och engelska facktidskrifter. Han redigerade 1872 "Pharmacopœa helvetica".
Auktorsnamnet Flueck. kan användas för Friedrich August Flückiger i samband med ett vetenskapligt namn inom botaniken; se Wikipediaartiklar som länkar till auktorsnamnet.